# NGC 7331
NGC 7331 es una galaxia espiral en la constelación de Pegaso, localizada 9° al noroeste de Scheat (β Pegasi). De magnitud aparente 10,4 puede ser observada con pequeños telescopios. Descubierta por William Herschel en 1784, es una de las galaxias más brillantes que no están incluidas en el catálogo Messier.

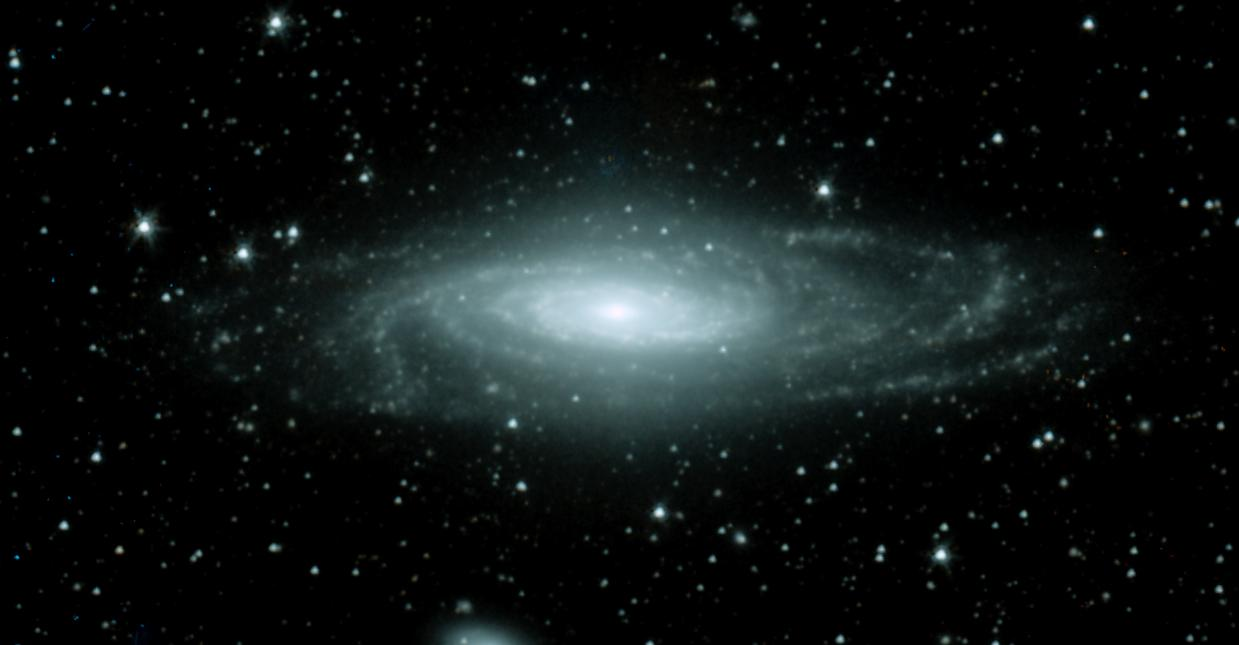
La galaxia espiral NGC 7331 por el Spitzer
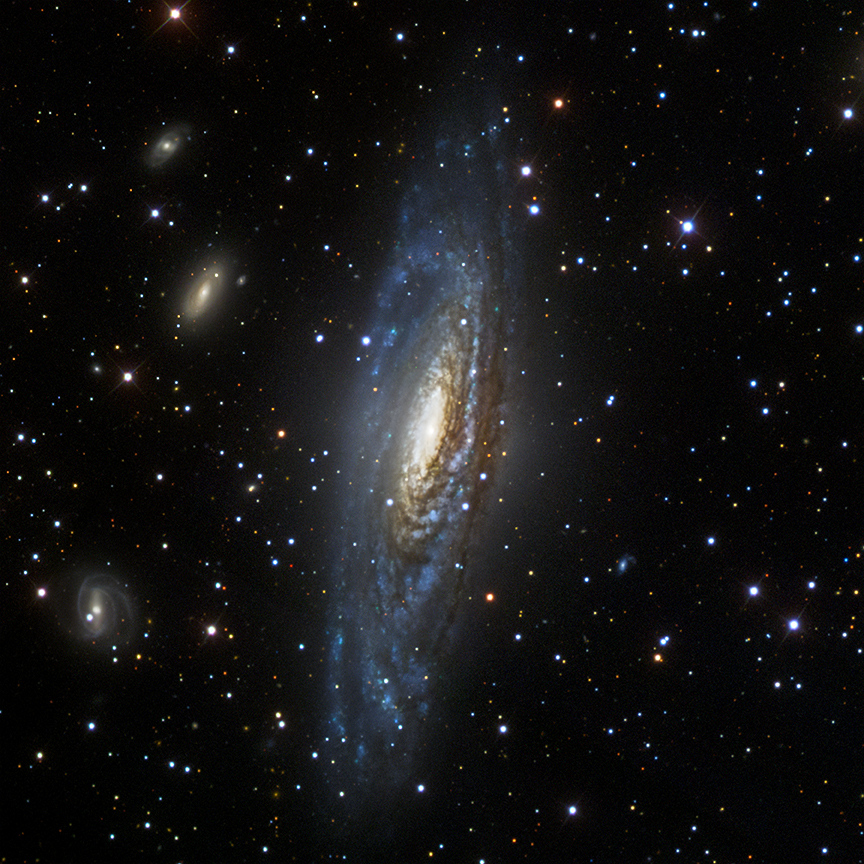
La galaxia espiral NGC 7331 por el Peris

Desde nuestra perspectiva, NGC 7331 aparece con una inclinación similar a la galaxia de Andrómeda (M31). Durante bastante tiempo fue considerada similar a la Vía Láctea, hasta el punto de describirla una gemela de nuestra galaxia, en cuanto a masa, número de estrellas y ritmo de formación estelar. 
Sin embargo, por un lado la presencia de una barra en el centro de nuestra galaxia ha mostrado que las similitudes no son tales, y por otro lado el estudio de las cefeidas de esta galaxia mediante el telescopio espacial Hubble han mostrado que esta galaxia se halla a 49 millones de años luz de la Vía Láctea, con lo que es mucho más brillante y masiva que nuestra galaxia, teniendo una magnitud absoluta similar a la de la galaxia de Andrómeda y una masa estimada en 460 000 millones de veces la de nuestro Sol.
 Imágenes obtenidas en el infrarrojo lejano y en ondas de radio muestran un anillo de polvo de casi 20 000 años luz rodeando la galaxia. En gran medida está formado por hidrocarburos policíclicos aromáticos, que resplandecen cuando reciben la luz de estrellas jóvenes. Por el contrario, en el centro de la galaxia predominan estrellas más viejas.
De modo similar a lo que sucede en nuestra galaxia, el hidrógeno molecular de NGC 7331 está concentrado en un anillo con un radio de 3 kilopársecs, habiendo allí cierta actividad de formación estelar.
El bulbo de NGC 7331 también se caracteriza por rotar en sentido contrario al resto de la galaxia, existiendo cierta evidencia de la presencia de un agujero negro supermasivo (500 millones de masas solares) en su centro, y finalmente NGC 7331 también muestra evidencias de haber sufrido un brote estelar en el pasado.
Sólo una supernova (SN 1959D, de tipo IIL) ha sido identificada en NGC 7331.